# فيجنولو
فيجنولو هي كومونا (بلدية) في مقاطعة كونيو في منطقة بيدمونت الإيطالية، وتبعد حوالي 80 كيلومتر (50 ميل) جنوب تورينو وحوالي 7 كيلومتر (4 ميل) جنوب غرب كونيو. اعتبارًا من 31 ديسمبر 2004 بلغ عدد سكانها 2112 ومساحتها 8.1 كيلومتر مربع (3.1 ميل2).
تحد فيجنولو البلديات التالية: بورجو سان دالمازو، سيرفاسكا، كونيو،روكاسبارفيرا.